# Жайма (Абайская область)
Жайма (каз. Жайма) — село в Жарминском районе Абайской области Казахстана. Административный центр и единственный населённый пункт Жайминского сельского округа. Код КАТО — 634459100.

## Население
В 1999 году население села составляло 573 человека (306 мужчин и 267 женщин). По данным переписи 2009 года, в селе проживали 463 человека (262 мужчины и 201 женщина).